# Rhipsalis oblonga
Rhipsalis oblonga är en kaktusväxtart som beskrevs av Johan Albert o Constantin Loefgren. Rhipsalis oblonga ingår i släktet Rhipsalis och familjen kaktusväxter. Inga underarter finns listade i Catalogue of Life.

## Bildgalleri

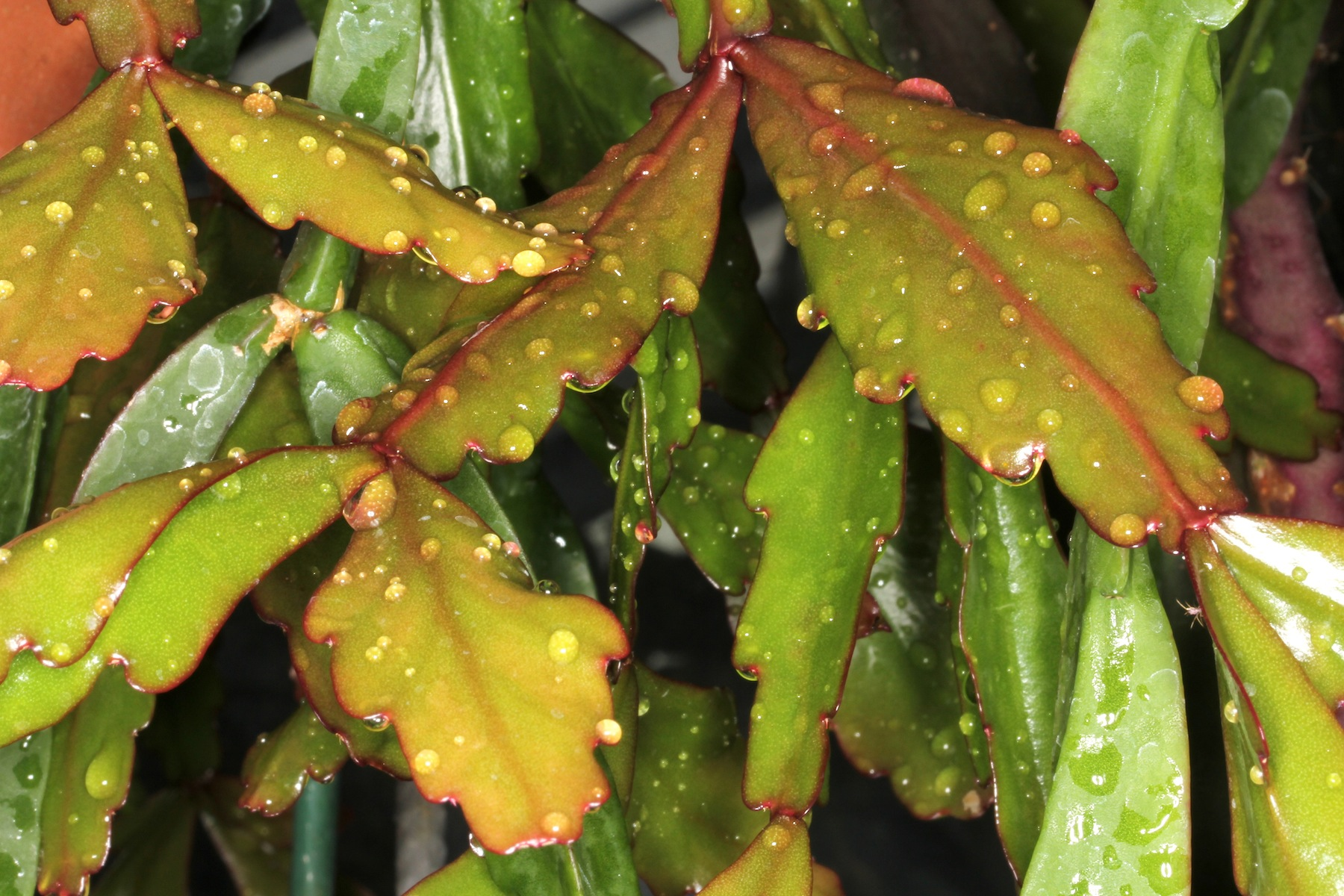